# Zlatý pohár CONCACAF 2021
Zlatý pohár CONCACAF 2021 byl 16. turnajem Zlatého poháru CONCACAF a 26. kontinentálním mistrovstvím zemí sdružených fotbalovou asociací CONCACAF a byl pořádán od 10. července do 1. srpna 2021 v USA. Původní termín byl 2.–25. července 2021, ale nakonec byl turnaj o několik dní posunut.
Titul obhajoval národní tým Mexika, který porazil ve finále předchozího ročníku výběr USA 1:0.
Na turnaji byl poprvé použit systém VAR.
Vítězem se stal tým USA, který po vítězství 1:0 nad obhájcem titulu z Mexika získal svůj sedmý titul.

## Kvalifikace

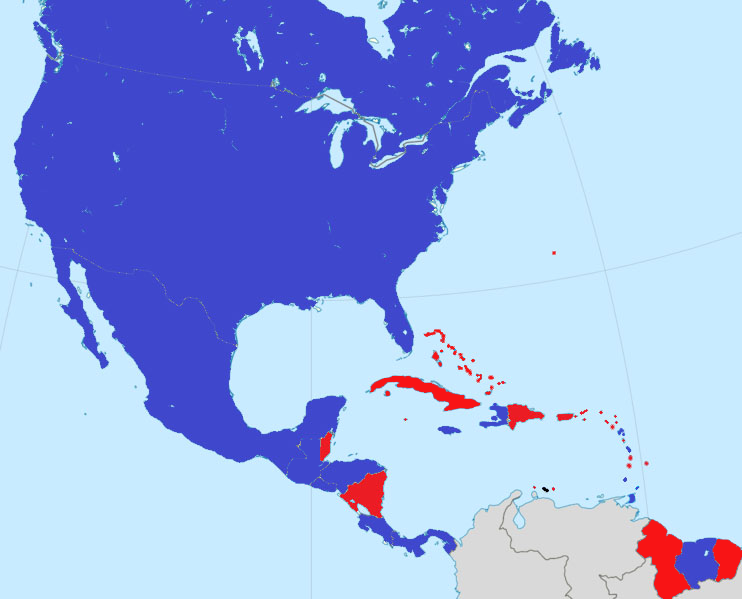
Team qualified for CONCACAF Gold Cup
Team failed to qualify
Team disqualified

I pro tento ročník doznal kvalifikační formát mnoha změn. 12 týmů se kvalifikovalo přímo z Ligy národů CONCACAF 2019/20: jednalo se o 4 vítěze skupin Ligy A, 4 týmy na druhých místech ve skupinách Ligy A a 4 vítěze skupiny Ligy B.
Do kvalifikačního turnaje (6CQ) vstoupilo dalších 12 týmů, také na základě výsledků v Lize národů: 4 týmy na třetích místech ve skupinách Ligy A, 4 týmy na druhých místech Ligy B a 4 vítězové skupin Ligy C.
V původním kvalifikačním formátu ze září 2019 měly ze závěrečného kvalifikačního postoupit 4 týmy. V září 2020 oznámila federace CONCACAF, že se Zlatého poháru 2021 a 2023 zúčastní také tým Kataru jako vítěz Asijského poháru AFC 2019 a pořadatel Mistrovství světa ve fotbale 2022. Poprvé od roku 2005 se tak Zlatého poháru zúčastnil tým nepatřící pod federaci CONCACAF. Z kvalifikačního turnaje 6CQ tak postoupily pouze tři týmy.
Dne 9. července 2021 federace CONCACAF oznámila, že vzhledem k vysokému počtu hráčů nakažených virem Covid-19 se turnaje nezúčastní tým Curaçao, kteří se původně kvalifikoval přímo jako tým na druhém místě skupiny D v Lize A. Na Zlatém poháru jej nahradil tým Guatemaly, jakožto nejlepší nekvalifikovaný tým v kvalifikačním turnaji.
Účast na hlavním turnaji si vybojovaly tyto týmy:
| Tým               | Kvalifikace                    | Datum kvalifikace | Účast na finálovém turnaji Zlatého poháru CONCACAF (+ CONCACAF Mistrovství) | Poslední účast na turnaji | Dřívější úspěchy na Zlatém poháru (+ CONCACAF Mistrovství | Postavení ve FIFA Ranking na začátku turnaje |
| ----------------- | ------------------------------ | ----------------- | --------------------------------------------------------------------------- | ------------------------- | --------------------------------------------------------- | -------------------------------------------- |
| Kanada            | CNL Liga A 2. místo ve sk. A   |                   |                                                                             |                           |                                                           |                                              |
| Honduras          | CNL Liga A 1. místo ve sk. C   |                   |                                                                             |                           |                                                           |                                              |
| Grenada           | CNL Liga B 1. místo ve sk. A   |                   |                                                                             |                           |                                                           |                                              |
| Jamajka           | CNL Liga B 1. místo ve sk. C   |                   |                                                                             |                           |                                                           |                                              |
| USA               | CNL Liga A 1. místo ve sk. A   |                   |                                                                             |                           |                                                           |                                              |
| Mexiko            | CNL Liga A 1. místo ve sk. B   |                   |                                                                             |                           |                                                           |                                              |
| Salvador          | CNL Liga B 1. místo ve sk. B   |                   |                                                                             |                           |                                                           |                                              |
| Kostarika         | CNL Liga A 1. místo ve sk. D   |                   |                                                                             |                           |                                                           |                                              |
| Martinik          | CNL Liga A 2. místo ve sk. C   |                   |                                                                             |                           |                                                           |                                              |
| Surinam           | CNL Liga B 1. místo ve sk. D   |                   |                                                                             |                           |                                                           |                                              |
| Panama            | CNL Liga A 2. místo ve sk. B   |                   |                                                                             |                           |                                                           |                                              |
| Katar             | pozvaný účastník               |                   |                                                                             |                           |                                                           |                                              |
| Trinidad a Tobago | postupující z GCQ              |                   |                                                                             |                           |                                                           |                                              |
| Haiti             | postupující z GCQ              |                   |                                                                             |                           |                                                           |                                              |
| Guadeloupe        | postupující z GCQ              |                   |                                                                             |                           |                                                           |                                              |
| Guatemala         | nejlepší nekvalifikovaný z GCQ |                   |                                                                             |                           |                                                           |                                              |

Poznámky
1. ↑  CNL označuje kvalifikaci přes Ligu národů CONCACAF, GCQ označuje kvalifikační turnaj.

### Finále
| 2. srpna 2021 (1. srpna 2021) 03:00 (18:00 UTC−7) |        |        |                                                                            |
| USA                                               | 1:0    | Mexiko | Allegiant Stadium, Paradise, Nevada diváci: 61 114 rozhodčí: Said Martínez |
| Miles Robinson 117'                               | Report |        | Allegiant Stadium, Paradise, Nevada diváci: 61 114 rozhodčí: Said Martínez |